# Ondřej Lukeš
Ondřej Lukeš (* 26. prosinec 1973) je bývalý československý a český reprezentant v cyklokrose, mistr světa v kategorii juniorů z roku 1991.
Na mistrovství světa amatérů 1994 skončil na čtvrtém místě, byl trojnásobným vicemistrem České republiky (1993, 1994, 1996) a trojnásobným vítězem Českého poháru v cyklokrose. Po skončení sportovní kariéry pracoval jako obchodní zástupce.